# Teng (Staat)

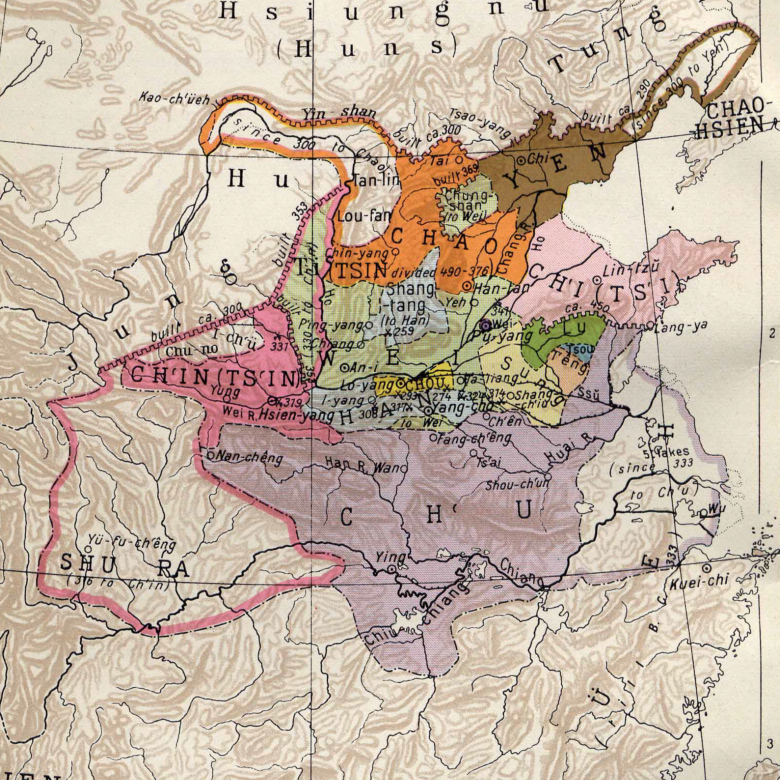
Staaten der Zeit der Streitenden Reiche (T'eng = Teng)

Der Staat Teng (chinesisch 滕, Pinyin Téng bzw. 滕國,  Ténggúo; ca. 1046–414 v. Chr.) war ein kleiner chinesischer Staat in der Westlichen Zhou-Dynastie, der Zeit der Frühlings- und Herbstannalen und der Zeit der Streitenden Reiche des chinesischen Altertums.
Er befand sich im Süden der heutigen Provinz Shandong. Sein Territorium liegt heute auf dem Gebiet des Stadtbezirks von Tengzhou (滕州市).
Der Familienname der herrschenden Familie von Teng war Ji (姬). Der Staat wurde vom Staat Yue während der Herrschaft von König Gou Jian von Yue (越王勾践; reg. 496–465 v. Chr.) erobert und annektiert.
Der kleine Staat Teng war ein Vasall des Staates Lu und ist die Heimat des chinesischen Philosophen Mozi, latinisiert bekannt als Meister Micius (墨子, Mòzǐ), und des Baumeisters Lu Ban (魯班 / 鲁班,  Lǔ Bān).